# Station Sart-Bernard

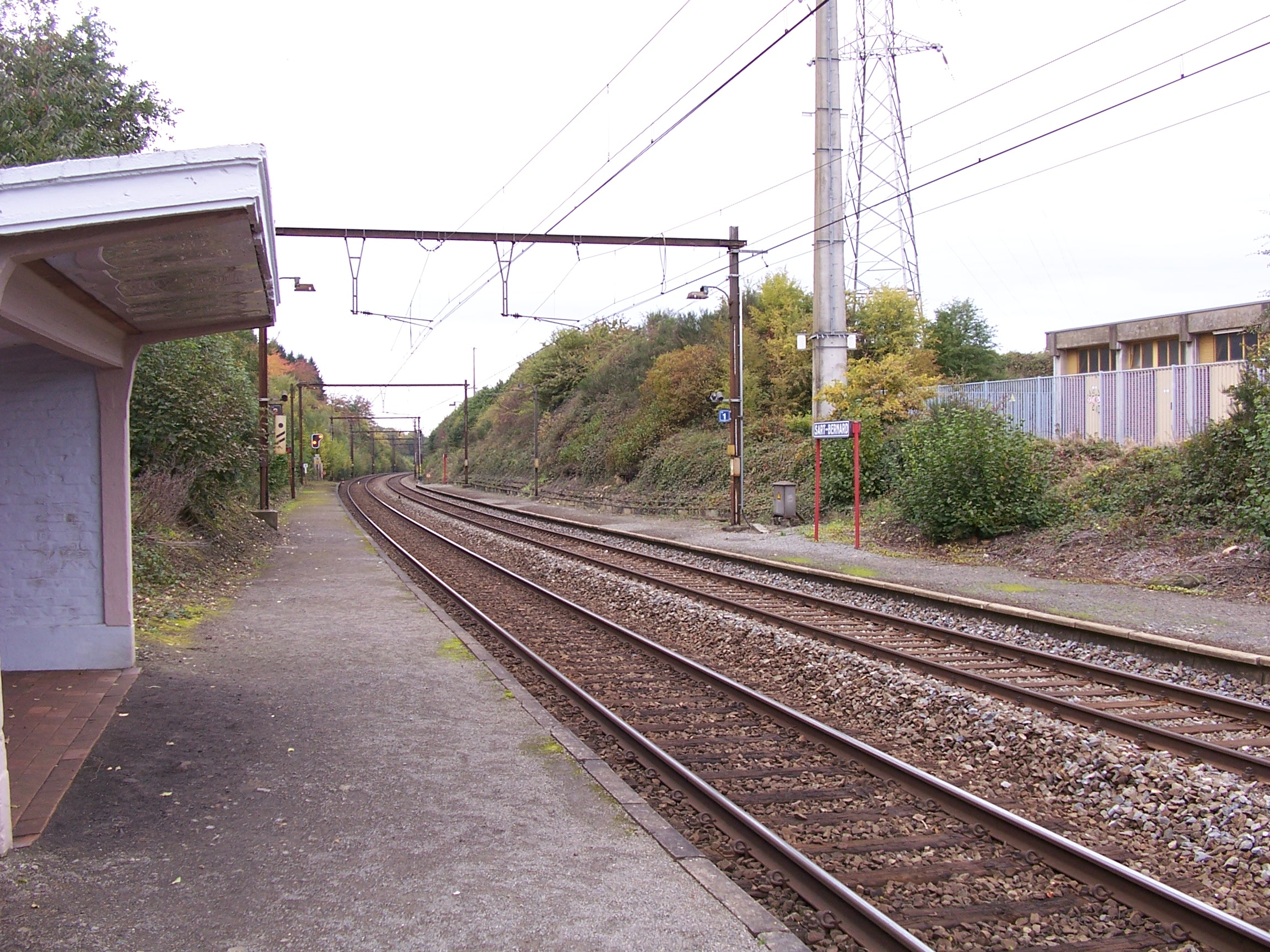

Station Sart-Bernard is een spoorweghalte langs spoorlijn 162 (Namen - Aarlen - Luxemburg) in Sart-Bernard, een deelgemeente van de gemeente Assesse.

## Treindienst
| Serie       | Treinsoort          | Route | Bijzonderheden                 |
| ----------- | ------------------- | --- | ------------------------------ |
| L 5750      | L-trein (NMBS)      | Namen – Sart-Bernard – Ciney                                                                                          | Rijdt in het weekend 1x/2 uur. |
| P 7670/8670 | Piekuurtrein (NMBS) | [ Namen – Sart-Bernard ] / [ Rochefort-Jemelle – [ Libramont ] / [ Rivage – Luik-Guillemins – Luik-Sint-Lambertus ] ] | Rijdt alleen op werkdagen.     |

## Reizigerstellingen
De grafiek en tabel geven het gemiddeld aantal instappende reizigers weer op een week-, zater- en zondag.
| Tabel: aantal instappende reizigers station Sart-Bernard | Tabel: aantal instappende reizigers station Sart-Bernard | Tabel: aantal instappende reizigers station Sart-Bernard | Tabel: aantal instappende reizigers station Sart-Bernard |
|                                                          | Weekdag                                                  | Zaterdag                                                 | Zondag                                                   |
| -------------------------------------------------------- | -------------------------------------------------------- | -------------------------------------------------------- | -------------------------------------------------------- |
| 1977                                                     | 103                                                      | 37                                                       | 22                                                       |
| 1978                                                     | 146                                                      | 34                                                       | 30                                                       |
| 1979                                                     | 131                                                      | 26                                                       | 18                                                       |
| 1980                                                     | 161                                                      | 29                                                       | 25                                                       |
| 1981                                                     | 152                                                      | 27                                                       | 23                                                       |
| 1982                                                     | 162                                                      | 28                                                       | 28                                                       |
| 1983                                                     | 124                                                      | 42                                                       | 17                                                       |
| 1984                                                     | 158                                                      | 34                                                       | 48                                                       |
| 1985                                                     | 142                                                      | 60                                                       | 23                                                       |
| 1986                                                     | 135                                                      | 77                                                       | 36                                                       |
| 1987                                                     | 129                                                      | 63                                                       | 30                                                       |
| 1988                                                     | 126                                                      | 49                                                       | 24                                                       |
| 1989                                                     | 142                                                      | 78                                                       | 31                                                       |
| 1990                                                     | 118                                                      | 56                                                       | 39                                                       |
| 1991                                                     | 130                                                      | 46                                                       | 25                                                       |
| 1992                                                     | 129                                                      | 58                                                       | 31                                                       |
| 1993                                                     | 140                                                      | 57                                                       | 33                                                       |
| 1994                                                     | 123                                                      | 34                                                       | 2                                                        |
| 1995                                                     | 110                                                      | 41                                                       | 31                                                       |
| 1996                                                     | 120                                                      | 26                                                       | 12                                                       |
| 1997                                                     | 124                                                      | 21                                                       | 20                                                       |
| 1998                                                     | 129                                                      | 28                                                       | 20                                                       |
| 1999                                                     | 95                                                       | 25                                                       | 12                                                       |
| 2000                                                     | 163                                                      | 22                                                       | 14                                                       |
| 2001                                                     | 93                                                       | 16                                                       | 12                                                       |
| 2002                                                     | 80                                                       | 18                                                       | 14                                                       |
| 2003                                                     | 93                                                       | 16                                                       | 14                                                       |
| 2004                                                     | 89                                                       | 16                                                       | 12                                                       |
| 2005                                                     | 106                                                      | 22                                                       | 12                                                       |
| 2006                                                     | 119                                                      | 32                                                       | 10                                                       |
| 2007                                                     | 97                                                       | 25                                                       | 14                                                       |
| 2008                                                     | -                                                        | -                                                        | -                                                        |
| 2009                                                     | 137                                                      | 25                                                       | 24                                                       |
| 2010                                                     | -                                                        | -                                                        | -                                                        |
| 2011                                                     | -                                                        | -                                                        | -                                                        |
| 2012                                                     | 111                                                      | 26                                                       | 22                                                       |
| 2013                                                     | 95                                                       | 27                                                       | 30                                                       |
| 2014                                                     | 108                                                      | 29                                                       | 12                                                       |
| 2015                                                     | 82                                                       | 14                                                       | 9                                                        |
| 2016                                                     | 88                                                       | 24                                                       | 26                                                       |
| 2017                                                     | 97                                                       | 20                                                       | 14                                                       |
| 2018                                                     | 125                                                      | 27                                                       | 12                                                       |
| 2019                                                     | 122                                                      | 44                                                       | 27                                                       |
| 2020                                                     | 89                                                       | 25                                                       | 15                                                       |
| 2021                                                     | -                                                        | -                                                        | -                                                        |
| 2022                                                     | 177                                                      | 59                                                       | 60                                                       |
| 2023                                                     | 216                                                      | 42                                                       | 32                                                       |
| 2024                                                     | 168                                                      | 67                                                       | 61                                                       |

0,0: Namen ·
2,1: Jambes-Oost ·
5,0: Dave-Saint-Martin ·
7,8: Naninne ·
10,9: Sart-Bernard ·
14,0: Courrière ·
16,7: Assesse ·
18,3: Florée ·
20,5: Natoye ·
26,4: Braibant ·
29,0: Ciney ·
32,0: Leignon ·
32,9: Chapois ·
39,1: Haversin ·
45,8: Hogne ·
48,9: Aye ·
51,2: Marloie ·
57,6: Rochefort-Jemelle ·
60,0: Forrières ·
62,8: Lesterny ·
65,9: Grupont ·
72,1: Mirwart ·
76,2: Poix-Saint-Hubert ·
80,0: Hatrival ·
89,7: Libramont ·
94,8: Verlaine ·
98,5: Neufchâteau ·
100,4: Hamipré ·
105,0: Cousteumont ·
107,1: Lavaux ·
111,1: Mellier ·
114,8: Marbehan ·
115,9: Rulles ·
118,5: Houdemont ·
121,6: Habay ·
125,8: Hachy ·
128,0: Fouches ·
132,7: Stockem ·
134,0: Viville ·
135,8: Aarlen ·
137,6: Weyler ·
140,3: Autelbas ·
142,6: Barnich ·
145,5: Sterpenich